# WIBP-CorV
WIBP-CorV ili Sinopharm VIBP COVID-19 vakcina, je jedna od dve inaktivisane ili mrtve vakcine protiv virusa kovid 19 koje je razvila  kompanija Sinopharm. Recenzirani rezultati pokazuju da je vakcina 72,8%  efikasna protiv simptomatskih slučajeva i 100% protiv teških slučajeva kovida 19 (26 slučajeva u vakcinisanoj grupi naspram 95 slučajeva u placebo grupi). Druga inaktivisana virusna vakcina protiv kovida 19 koju je razvio Sinopharm je BIBP vakcina (BBIBP-CorV) koja je uporedivo uspešnija. Očekuje se proizvodnja od oko 1 milijarda doza godišnje.

## Medicinska upotreba
Vakcina koja se daje u dve doze, ubrizgava se  intramuskularno (u mišić) sa razmakom između injekcija od 3 sedmice..

### Efikasnost
U maju 2021., recenzirani rezultati objavljeni u časopisu JAMA faze III ispitivanjasprovedenim u  Ujedinjenim Arapskim Emiratima i Bahreinu pokazali su da je WIBP-CorV bio 72,8% efikasan protiv simptomatskih slučajeva i 100% protiv teških slučajeva (26 slučajeva u vakcinisanoj grupi naspram 95 slučajeva u placebo grupi). U ovim ispitivanjima, 12.743 osobe su dobile WIBP-CorV, a 12.737 osoba je dobilo placebo.

## Proizvodnja
U junu 2021. pušteno je u rad novo postrojenje kapaciteta 1 milijardu doza vakcine godišnje.

## Razvoj i istraživanje
Kina je u aprilu 2020. odobrila klinička ispitivanja kandidata za vakcinu protiv kovida 19 koje je razvio Sinopharm sa Pekinškim institutom za biološke proizvode (BBIBP-CorV)  i Institutom za biološke proizvode Vuhan (WIBP-CorV).  Obe vakcine su hemijski inaktivne vakcine sa celim virionom protiv kovida 19.
Dana 13. avgusta 2020. Institut za biološke proizvode Vuhan objavio je privremene rezultate kliničkih ispitivanja faze I (96 odraslih) i faze II (224 odrasle osobe). U izvjštaju je navedeno da je vakcina imala nisku stopu neželjenih reakcija i pokazala imunogenost, ali su klinička ispitivanja faze III potrebna za dugoročniju procenu bezbednosti i efikasnosti.

### Klinička ispitivanja
Sinopharm je napomenuo da je WIBP-CorV bio efikasan 72,51%, nešto ispod BBIBP-CorV od 79,34%. Kina je 25. februara odobrila "WIBP-CorV" za prijavu. Univerzitet Cayetano Heredia, koji je proveo klinička ispitivanja BBIBP-CorV i WIBP-CorV u Peruu, objavio je 10. marta da je univerzitet odlučio da obustavi klinička ispitivanja vakcine WIBP-CorV na ljudima zbog njene manje efikasnosti i da nastaviti istraživanja samo sa BBIBP-CorV vakcinom, koja je pokazala visoku efikasnost. 

### Odobrenje za upotrebu
Dana 25. februara 2021. Kina je odobrila WIBP-CorV za opštu upotrebu.
Prema The New York Timesu, WIBP-CorV je odobren samo za ograničenu upotrebu u hitnim slučajevima u Ujedinjenim Arapskim Emiratima.
Severna Makedonija, Peru i Venecuela, nakon UAE, također su sukcesivno izdavali hitne dozvole za upotrebu ove vakcine. 
Filipinska uprava za hranu i lekove je 19. avgusta 2021. godine odobrila hitnu upotrebu WIBP-CorV vakcine.

## Spoljašnje veze
|  | Molimo Vas, obratite pažnju na važno upozorenje u vezi sa temama iz oblasti medicine (zdravlja). |